# Список эпизодов телесериала «Мисс Марпл Агаты Кристи»
Телесериал «Мисс Марпл Агаты Кристи» (англ. Agatha Christie’s Marple) был снят на основе детективных повестей и романов Агаты Кристи о любознательной одинокой старушке Джейн Марпл, в которых она расследует убийства, преимущественно в деревнях, а также в старинных поместьях и курортных отелях. Премьера телесериала состоялась 12 декабря 2004 года на национальной коммерческой телесети ITV. С тех пор были экранизированы всё 12 романов о Мисс Марпл. Кроме того, несколько других романов писательницы, в которых мисс Марпл не фигурирует, были переделаны сценаристами таким образом, чтобы она стала в них главным персонажем, и также экранизированы. Сюжеты многих фильмов, снятых по романам, где главной героиней изначально была Мисс Марпл, также во многом изменены. В некоторых случаях изменена в том числе личность убийцы.
Последний эпизод вышел на экраны 29 декабря 2013 года. Телесериал был закрыт после 6 сезонов, так как другой телеканал, BBC, приобрёл права на производство адаптаций произведений Агаты Кристи. В России телесериал демонстрируется каналом ТВ Центр.
Роль мисс Марпл в первых трёх сезонах исполняла Джеральдин Макьюэн. После её ухода из проекта в 2009 году роль перешла к Джулии Маккензи.

## Описание сезонов
| Сезон | Сезон | Количество эпизодов | Премьера сезона  | Финал сезона    | Дата выхода DVD  | Дата выхода DVD | Дата выхода DVD | Дата выхода DVD |
| Сезон | Сезон | Количество эпизодов | Премьера сезона  | Финал сезона    | Регион 1         | Регион 2        | Регион 4        |                 |
| ----- | ----- | ------------------- | ---------------- | --------------- | ---------------- | --------------- | --------------- | --------------- |
|       | 1     | 4                   | 12 декабря 2004  | 2 января 2005   | 24 мая 2005      | 14 марта 2005   | 3 апреля 2013   |                 |
|       | 2     | 4                   | 5 февраля 2006   | 30 апреля 2006  | 29 августа 2006  | 17 июля 2006    | 3 апреля 2013   |                 |
|       | 3     | 4                   | 23 сентября 2007 | 1 января 2009   | 9 октября 2007   | н/д             | 3 апреля 2013   |                 |
|       | 4     | 4                   | 6 сентября 2009  | 15 июня 2011    | 4 августа 2009   | 4 января 2010   | 3 апреля 2013   |                 |
|       | 5     | 4                   | 30 августа 2010  | 2 января 2011   | 31 августа 2010  | 20 июня 2011    | 3 апреля 2013   |                 |
|       | 6     | 3                   | 15 июня 2013     | 29 декабря 2013 | 30 сентября 2014 | 6 января 2014   | 2 апреля 2014   |                 |

### Первый сезон (2004—2005)
| Номер | Название                                                     | Режиссёр       | Сценарий       | Приглашённые актёры                                                                                            | Дата премьеры   |
| --- | ------------------------------------------------------------ | -------------- | -------------- | --- | --------------- |
| 1 (1x01) | «Тело в библиотеке» (англ. The Body in the Library)          | Энди Уилсон    | Кевин Эллиот   | Иэн Ричардсон, Джек Дэвенпорт, Джеймс Фокс Адам Гарсия, Бен Миллер, Тара Фицджеральд и Джоанна Ламли           | 12 декабря 2004 |
| Долли и Артур Бентри — весьма уважаемая супружеская чета, проживающая в Госсингтон-холле. Их жизнь шла весьма размеренно до того, как в библиотеке их дома горничная нашла труп девушки, одетой в вечернее платье. Чтобы разобраться в ситуации, Долли просит свою давнюю подругу Джейн Марпл поучаствовать в расследовании странного убийства. |                                                              |                |                | |                 |
| |                                                              |                |                | |                 |
| 2 (2x01) | «Убийство в доме викария» (англ. The Murder at the Vicarage) | Чарли Палмер   | Стивен Чарчетт | Джейн Эшер, Дерек Джекоби Герберт Лом, Мириам Маргулис, Марк Гэтисс Кристина Коул и Джанет Мактир              | 19 декабря 2004 |
| Убит пожилой полковник Луциус Протеро — его труп нашли в доме деревенского викария. Накануне смерти он настроил против себя большинство жителей родной деревни: отправил за решётку местного браконьера, грозился навести порядок в учёте церковных пожертвований и жестоко третировал собственную семью. Никто не сожалеет о его смерти, но Мисс Марпл намерена узнать, кто совершил убийство полковника.                                                                                |                                                              |                |                | |                 |
| |                                                              |                |                | |                 |
| 3 (3x01) | «В 4.50 из Паддингтона» (англ. 4.50 from Paddington)         | Энди Уилсон    | Стивен Чарчетт | Аманда Холден, Пэм Феррис, Джон Ханна Селия Имри, Дженни Эгаттер, Майкл Лэндис, Дэвид Уорнер и Нив Макинтош    | 26 декабря 2004 |
| Подруга Джейн Марпл едет к ней в гости на поезде. По дороге она невольно становится свидетельницей убийства: она видит, как в окне проходящего мимо поезда мужчина душит женщину. Однако розыски полицейских, предпринятые в поезде и на железнодорожных путях, не дают никаких результатов, и дело не открывают. Тогда она обращается к мисс Марпл с просьбой провести своё расследование.                                                                                               |                                                              |                |                | |                 |
| |                                                              |                |                | |                 |
| 4 (4x01) | «Объявлено убийство» (англ. A Murder Is Announced)           | Джон Стрикланд | Стюарт Харкорт | Зои Уонамейкер, Элейн Пейдж, Кристиан Коулсон Мэттью Гуд, Сиенна Гиллори, Кили Хоус Клэр Скиннер и Кэтрин Тейт | 2 января 2005   |
| Странное анонимное объявление в газете вызывает суматоху в маленькой деревне. Оно гласит, что в следующую пятницу в 7:30 вечера в коттедже Литтл Пэддокc, принадлежащем Летиции Блэклок, произойдёт убийство, и приглашает на него друзей её семьи. В назначенный срок гости собираются, а убийство действительно происходит — гаснет свет, а на полу находят труп неизвестного молодого мужчины, в которого выстрелили из пистолета. Разобраться в запутанной истории решает мисс Марпл. |                                                              |                |                | |                 |
| |                                                              |                |                | |                 |

### Второй сезон (2006)
| Номер | Название                                                         | Режиссёр     | Сценарий       | Приглашённые актёры                                  | Дата премьеры   |
| --- | ---------------------------------------------------------------- | ------------ | -------------- | ---------------------------------------------------- | --------------- |
| 5 (1x02) | «Забытое убийство» (англ. Sleeping Murder)                       | Эдвард Холл  | Стивен Чёрчетт | Фил Дэниелс и Сара Пэриш                             | 5 февраля 2006  |
| Сирота Гвенда до 21 года жила в Новой Зеландии. Она вышла замуж за Джайлса Рида, и супруги решили уехать в Англию. В Дилмуте молодожёны покупают старый дом, и Гвенда начинает в нём ремонт. С течением времени ей начинает казаться, что она давным-давно знает и этот дом, и его сад. Однако Гвенда никогда раньше не была в Англии. Кроме того, Гвенде кажется, что много лет назад в доме была задушена женщина по имени Хелен. Разобраться во всех странностях девушки решает мисс Марпл, и вскоре становится понятно, что убийство и в самом деле имело место. |                                                                  |              |                |                                                      |                 |
| |                                                                  |              |                |                                                      |                 |
| 6 (2x02) | «Перст указующий» (англ. The Moving Finger)                      | Том Шенклэнд | Кевин Элиот    | Эмилия Фокс, Шон Пертви и Келли Брук                 | 12 февраля 2006 |
| В деревушке Лимсток жители начинают получать анонимные письма с оскорблениями. Через некоторое время совершает самоубийство жена местного юриста, миссис Симмингтон. Она тоже получила анонимку, где утверждалось, что один из её детей незаконнорождённый. Перед смертью женщина написала: «Я не смогу…» Кто стоит за этими письмами, и какую цель он преследует? Мисс Марпл решает распутать этот клубок. |                                                                  |              |                |                                                      |                 |
| |                                                                  |              |                |                                                      |                 |
| 7 (3x02) | «Щёлкни пальцем только раз» (англ. By the pricking of my thumbs) | Питер Медак  | Стюарт Харкорт | Грета Скакки, Энтони Эндрюс, Чарльз Дэнс и Клер Блум | 19 февраля 2006 |
| Супруги Томми и Таппенс Бересфорды едут в дом престарелых, чтобы посетить свою родственницу, тётю Аду. Там они знакомятся с мисс Ланкастер, подругой тёти Ады. Она рассказывает Таппенс о том, что за камином в доме престарелых спрятан труп маленького ребёнка. Через 6 недель после приезда супругов тётя Ада таинственным образом умерла, её подруга мисс Ланкастер исчезла бесследно, а в наследство супругам достаётся странная картина. В череде странных событий решает разобраться мисс Марпл.                                                              |                                                                  |              |                |                                                      |                 |
| |                                                                  |              |                |                                                      |                 |
| 8 (4x02) | «Тайна Ситтафорда» (англ. The Sittaford Mystery)                 | Пол Анвин    | Стивен Чёрчетт | Тимоти Далтон, Зои Тэлфорд и Рита Ташингем           | 30 апреля 2006  |
| Убит капитан Клайв Тревелиан. У этого человека отлично складывалась политическая карьера, что не всем нравилось в британском обществе. Уже много лет его преследовали призраки прошлого. В день убийства на спиритическом сеансе ему предсказали скорую смерть, хотя этого его совершенно не напугало. А всего через пару часов его нашли с кинжалом в груди. Разобраться в обстоятельствах решает мисс Марпл, которая находилась неподалёку. |                                                                  |              |                |                                                      |                 |
| |                                                                  |              |                |                                                      |                 |

### Третий сезон (2007—2009)
| Номер | Название                                            | Режиссёр                             | Сценарий       | Приглашённые актёры                                                                     | Дата премьеры    |
| --- | --------------------------------------------------- | ------------------------------------ | -------------- | --------------------------------------------------------------------------------------- | ---------------- |
| 9 (1x03) | «Отель „Бертрам“» (англ. At Bertram's Hotel)        | Дэн Зефф                             | Том МакРе      | Винсент Риган, Франческа Аннис Марк Хип и Эд Стоппард                                   | 23 сентября 2007 |
| Мисс Марпл останавливается в «Бертраме» — одном из самых респектабельных отелей в Лондоне, с которым связаны приятные детские воспоминания Джейн. Однако вскоре Тилли Райс, одну из горничных, находят задушенной на крыше отеля. Мисс Марпл решает разобраться, кто стоит за этим убийством, в этом ей помогает другая горничная отеля, которую тоже зовут Джейн.                                                                         |                                                     |                                      |                |                                                                                         |                  |
| |                                                     |                                      |                |                                                                                         |                  |
| 10 (2x03) | «Испытание невинностью» (англ. Ordeal By Innocence) | Мойра Армстронг                      | Стюарт Харкорт | Стефани Леонидас, Ричард Армитидж Джульет Стивенсон и Бёрн Горман                       | 30 сентября 2007 |
| Молодой мужчина Джеко Аргайл был обвинён в убийстве своей приёмной матери с целью получения наследства. Остальные четверо приёмных детей убитой женщины не сомневались в его виновности. Джеко был осуждён и повешен за убийство. Однако спустя 2 года объявляется свидетель, который утверждает, что в ночь убийства Джеко был с ним. Что же произошло в ту ночь на самом деле? Этим делом решается заняться мисс Марпл.                  |                                                     |                                      |                |                                                                                         |                  |
| |                                                     |                                      |                |                                                                                         |                  |
| 11 (3x03) | «Приближаясь к нулю» (англ. Towards Zero)           | Дэвид Гриндли и Николас Виндинг Рефн | Кевин Эллиот   | Айлин Эткинс, Саффрон Берроуз, Грег Уайз и Джулиан Сэндз                                | 3 августа 2008   |
| Мисс Марпл гостит в имении своей подруги, пожилой леди Камиллы. Кроме того в имении гостят её воспитанник Невил Стрендж с женой Кей, а также его бывшая супруга Одри. Атмосфера в её имении накалена, так как попытки сдружить Кей и Одри не удаются. В скором времени происходит убийство леди Камиллы, и мисс Марпл начинает поиски убийцы своей подруги.                                                                                |                                                     |                                      |                |                                                                                         |                  |
| |                                                     |                                      |                |                                                                                         |                  |
| 12 (4x03) | «Немезида» (англ. Nemesis)                          | Николас Виндинг Рефн                 | Стивен Чёрчетт | Эдриан Роулинс, Ронни Анкона, Ричард Грант, Дэн Стивенс, Мишель Лора Келли и Рут Уилсон | 1 января 2009    |
| Мисс Марпл узнаёт о смерти своего близкого друга, писателя Джеймса Рейфила. Вскоре Марпл становится известно, что в своём завещании он просит её расследовать запутанное преступление, однако не раскрывает даже имя жертвы. Мисс Марпл отправляется в организованную Рейфилом экскурсионную поездку по Великобритании. В поездке участвуют ещё 14 человек, и кто-то из них имеет отношение к делу, которым предстоит заняться мисс Марпл. |                                                     |                                      |                |                                                                                         |                  |
| |                                                     |                                      |                |                                                                                         |                  |

### Четвёртый сезон (2009—2010)
Джеральдин Макьюэн ушла из телесериала, начиная с этого сезона. Роль мисс Марпл продолжила исполнять Джулия Маккензи.
| Номер | Название                                              | Режиссёр        | Сценарий       | Приглашённые актёры | Дата премьеры        |
| --- | ----------------------------------------------------- | --------------- | -------------- | --- | -------------------- |
| 13 (1x04) | «Карман полный ржи» (англ. A Pocket Full of Rye)      | Чарли Палмер    | Кевин Эллиот   | Лора Хэддок, Хелен Баксендейл, Эдвард Тюдор-Поул Руперт Грейвс и Мэттью Макфэдьен                                              | 6 сентября 2009 год  |
| Убит пожилой предприниматель Рекс Фортескью — он был отравлен чаем. Странная деталь — у убитого в кармане полиция находит зёрна ржи. Полиция не может найти связующие нить, а в это время убийства в семействе Фортескью продолжаются. И возможно, это дело не привлекло бы мисс Марпл, если бы жертвой убийцы не стала бы и горничная Глэдис, которая была к ней привязана. |                                                       |                 |                | |                      |
| |                                                       |                 |                | |                      |
| 14 (2x04) | «Убийство — это легко» (англ. Murder Is Easy)         | Хэтти Макдоналд | Стивен Чёрчетт | Джемма Редгрейв, Марго Стилли, Анна Чанселлор Тови Рассел, Линдси Маршал, Ширли Хендерсон Стив Пембертон и Бенедикт Камбербэтч | 13 сентября 2009 год |
| В вагоне поезда Джейн Марпл знакомится с разговорчивой старушкой Лавинией Пинкертон. Лавиния говорит, что едет в Скотленд-Ярд, чтобы сообщить о своих подозрениях насчёт странной смерти двух человек в её родной деревне Вичвуд. Она уверена, что этих людей убили, и что она может стать следующей жертвой убийцы. Вскоре мисс Марпл узнаёт из заметки в газете, что Лавиния Пинкертон погибла при подозрительных обстоятельствах, упав на эскалаторе. Тогда мисс Марпл приезжает в эту деревню и начинает собственное расследование обстоятельств смерти Лавинии Пинкертон. Следующая странная смерть происходит прямо на поминках Пинкертон. |                                                       |                 |                | |                      |
| |                                                       |                 |                | |                      |
| 15 (3x04) | «Фокус с зеркалами» (англ. They Do It With Mirrors)   | Энди Уилсон     | Пол Рутман     | Алекс Дженнинг, Брайан Кокс, Пенелопа Уилтон Джоан Коллинз и Эллиот Кауэн                                                      | 1 января 2010        |
| Подруга мисс Марпл, Рут ван Ридок опасается, что её сестре Кэрри-Луизе грозит опасность. Её сестра занимается благотворительностью вместе со своим мужем, они занимаются перевоспитанием молодых людей, в прошлом совершивших преступления. Однако недавно в кабинете у Кэрри-Луизы произошло странное возгорание, и Рут считает, что это не случайность. Она просит Джейн поехать к ней в имение и следить за происходящим, а по возможности защитить сестру. Джейн так и делает. В скором времени в поместье происходит жестокое убийство — заколот Кристиан, пасынок Кэрри-Луизы от первого мужа.                                             |                                                       |                 |                | |                      |
| |                                                       |                 |                | |                      |
| 16 (4x04) | «Почему не Эванс?» (англ. Why Didn't They Ask Evans?) | Николас Рентон  | Патрик Барлоу  | Уоррен Кларк, Марк Уильямс, Натали Дормер, Рэйф Сполл Ханна Мюррей, Саманта Бонд, Джорджия Моффетт и Шон Биггерстафф           | 15 июня 2010         |
| Подруга Джейн Марпл, Марджори Эттфилд рассказывает ей о том что её сын Бобби нашёл у скалистого берега распростёртое на камнях тело мужчины. Он был ещё жив, но почти сразу умер на руках Бобби, произнеся перед смертью: «Почему не попросили Эванс?» Покойного идентифицируют как некоего мистера Причарда. Бобби и его подруга Френки Дервент увлечены идеей разгадать что стоит за загадочной смертью мистера Причарда. К расследованию присоединяется и мисс Марпл. |                                                       |                 |                | |                      |
| |                                                       |                 |                | |                      |

### Пятый сезон (2010—2011)
| Номер | Название                                                                | Режиссёр       | Сценарий       | Приглашённые актёры                                              | Дата премьеры   |
| --- | ----------------------------------------------------------------------- | -------------- | -------------- | ---------------------------------------------------------------- | --------------- |
| 17 (1x05) | «Конь бледный» (англ. The Pale Horse)                                   | Энди Хей       | Рассел Льюис   | Полин Коллинз, Сьюзан Линч и Джей Джей Филд                      | 30 августа 2010 |
| Хороший знакомый мисс Марпл, приходской священник Патрик Горман послал ей письмо. Почти сразу после этого он был зарублен топором прямо на улице. В письме было перечислено несколько фамилий без каких-либо уточнений. Расследуя убийство Гормана, Марпл узнаёт, что все перечисленные в письме люди были связаны с отелем «Конь бледный», и все они умерли при загадочных обстоятельствах. |                                                                         |                |                |                                                                  |                 |
| |                                                                         |                |                |                                                                  |                 |
| 18 (2x05) | «Тайна замка Чимниз» (англ. The Secret of Chimneys)                     | Джон Стрикланд | Пол Рутман     | Стивен Диллэйн, Дервла Кирван, Энтони Хиггинс и Джонас Армстронг | 27 декабря 2010 |
| Лорд Катерхэм соглашается продать свой замок Чимниз графу Стейначу. Но в ту же ночь, когда договор продажи был подписан, граф Стейнач был убит в тайных коридорах замка. Мисс Марпл, которая в этот момент была гостьей в замке, берётся за расследование загадочного убийства. Расследование приводит её к событиям 23-летней давности, когда в замке Чимниз произошло загадочное преступление — исчез драгоценный камень, а вместе с ним и юная горничная. |                                                                         |                |                |                                                                  |                 |
| |                                                                         |                |                |                                                                  |                 |
| 19 (3x05) | «Синяя герань» (англ. The Blue Geranium)                                | Дэвид Мур      | Стюарт Харкорт | Тоби Стивенс, Кевин Макнелли, Джоанна Пейдж и Шэрон Смолл        | 2 января 2011   |
| Супруга миллионера Джорджа Причарда была женщиной с тяжёлым характером. Миссис Причард болела, а её сиделки менялись одна за другой. Лишь сестра Коплинг сумела завоевать её доверие. Миссис Причард верила в предсказания, однажды к ней пришла некая Зарида и посоветовала хозяйке опасаться синих цветов. Позднее от Зариды пришло письмо, в котором она утверждала, что синяя герань принесёт смерть. Вскоре цветы герани на обоях в спальне хозяйки необъяснимым образом стали синеть. Когда они посинели в очередной раз, миссис Причард умерла. Эта история привлекает внимание мисс Марпл. |                                                                         |                |                |                                                                  |                 |
| |                                                                         |                |                |                                                                  |                 |
| 20 (4x05) | «Разбитое пополам зеркало» (англ. The Mirror Crack'd From Side To Side) | Том Шанкланд   | Кевин Эллиот   | Шарлотта Райли, Виктория Смёрфит, Джоанна Ламли и Линдси Дункан  | 2 января 2011   |
| Подруга Мисс Марпл, Долли Бентри, очень обрадована тем что её любимая кинозвезда Марина Грагг переехала в деревню вместе со своим пятым мужем. Ещё больше её радует то, что кинодива будет жить с ней по соседству. Однако на смену радости быстро приходит шок: в доме у киноактрисы во время званой вечеринки странным образом умирает одна из гостей, назойливая болтушка Хизер Бэдкок. Долли уверена, что Бэдкок была отравлена, мисс Марпл решает провести собственное расследование предполагаемого убийства.                                                                                |                                                                         |                |                |                                                                  |                 |
| |                                                                         |                |                |                                                                  |                 |

### Шестой сезон (2013)
| Номер | Название                                      | Режиссёр     | Сценарий     | Приглашённые актёры                                              | Дата премьеры   |
| --- | --------------------------------------------- | ------------ | ------------ | ---------------------------------------------------------------- | --------------- |
| 21 (1x06) | «Карибская тайна» (англ. A Caribbean Mystery) | Чарли Палмер | Чарли Хигсон | Монтсеррат Ломбард, Мианна Бёринг, Чарльз Межер и Гермона Норрис | 16 июня 2013    |
| Мисс Марпл отправляется на отдых на Барбадос, где останавливается в курортной гостинице «Золотая пальма». Там она проводит вечера в светской компании, одним из колоритнейших участников которой является майор Пальгрейв. Он рассказывает мисс Марпл об одном человеке, который совершил убийство двух человек, но всё сошло ему с рук. Майор даже собирался показать ей фото этого человека, но в последний момент не стал этого делать. Вскоре майор Пальгрейв скончался от приступа гипертонии, но мисс Марпл предполагает, что это было убийство. |                                               |              |              |                                                                  |                 |
| |                                               |              |              |                                                                  |                 |
| 22 (2x06) | «Причуда Гриншоу» (англ. Greenshaw's Folly)   | Сара Хардинг | Тим Уитналл  | Фиона Шоу, Мартин Компстон и Кимберли Никсон                     | 23 июня 2013    |
| Мисс Марпл помогает своей подруге Луизе и её маленькому сыну спрятаться от преследований жестокого мужа. Она устраивает Луизу работать секретаршей в поместье, принадлежащее подруге мисс Марпл, эксцентричной Кэтрин Гриншоу. Однако испытания Луизы не заканчиваются. Вскоре происходит череда жутких происшествий — умирает дворецкий, гость поместья Гораций Биндлер исчезает без следа, а сама Кэтрин смертельно ранена в шею. Мисс Марпл решает разобраться в череде странных событий и найти убийцу своей подруги. |                                               |              |              |                                                                  |                 |
| |                                               |              |              |                                                                  |                 |
| 23 (3x06) | «Ночная тьма» (англ. Endless Night)           | Дэвид Мур    | Кевин Эллиот | Уильям Хоуп, Биргитта Йорт Сёренсен и Тэмзин Аутуэйт             | 29 декабря 2013 |
| Мисс Марпл встречает молодого красавца, Майка Роджерса. Майк хочет приобрести цыганское подворье в деревне, которое в настоящий момент выставлено на продажу, хотя денег у него нет. Ему везёт, он встречает богатую наследницу Элли Гудман, и вскоре они влюбляются друг в друга. После свадьбы они приобретают подворье и переезжают в новый дом. С переездом в новый дом молодожёны начинают замечать, как кто-то пытается запугать их. Когда же при загадочных обстоятельствах погибает Элли, в дело вмешивается мисс Марпл. Меж тем убийства в деревне продолжаются — следующими жертвами маньяка становятся подруга Элли, Клаудия Хардкасл и местная цыганка Эстер Ли. Мисс Марпл и не предполагала, что последнее её расследование закончится кровавым кошмаром… |                                               |              |              |                                                                  |                 |
| |                                               |              |              |                                                                  |                 |
| |                                               |              |              |                                                                  |                 |